# Aparecidai Miasszonyunk
Az Aparecidai Miasszonyunk a brazíliai Aparecidában (São Paulo állam) található, a második legnagyobb Mária-kegyhely. Évente kb. 8 millió zarándok látogatja.

## Története
1717. október 12-én három halász kifogott egy Mária-szobrocskát. Az „aparecidai fekete Madonnának” nemsokára csodatévő erőt tulajdonítottak. A szobrot először egy erre a célra kialakított kis kápolnában tisztelték, amelynek helyén aztán 1834-ben bazilikát építettek, hogy a megnövekedett számú hívő beférjen. 

### Átépítése
Minthogy aztán ez a templom is kicsinek bizonyult, 1955-ben egy újabb bazilika került a helyére, mely 173 méteres hosszával és 168 méteres szélességével a világ legnagyobb templomai közé tartozik.

## Aparecidai Miasszonyunk mint védőszent
Az Aparecidai Miasszonyunk 1929 óta Brazília védőszentje. 2017-ben – a szobor megtalálásának 300. évfordulóján – 13 millió zarándok kereste fel a kegyhelyet.